# 平和 (札幌市)
平和（へいわ）は、北海道札幌市西区にある地名である。
琴似発寒川沿いに手稲山の南側に入り込んだ丘陵地で、市街地は手稲右股通周辺に広がる。

## 歴史
この地に最初に入植者が訪れたのは1869年（明治2年）ごろと言われるが、判然としない。
明確に記録が残る入植は1884年（明治17年）、春木屋孝造ら山口県人によって始まる。翌1885年（明治18年）には福井県から13戸が続いた。
彼ら開拓者たちは水田耕作を志したものの、丘陵地である一帯は水利の便が悪く、大変な困難が伴った。「平和」とは苦労に苛まれた移住者たちの願いが込められた地名なのである。
地域の農業の振興は、発寒川を水源とする「平和用水」の完成によって成し遂げられた。
1942年（昭和17年）には字名改正が実施されたが、「平和」という地名はそのまま採用となった。

## 住所
| 町丁                 | 郵便番号 |
| -------------------- | -------- |
| 平和1条2丁目～11丁目 | 063-0021 |
| 平和2条1丁目～11丁目 | 063-0022 |
| 平和3条4丁目～10丁目 | 063-0023 |
| 平和○番地            | 063-0029 |

## 教育機関
- 札幌市立平和小学校（平和3-8）
- 北海道札幌西陵高等学校（平和3-4）

## 施設
- 西野神社（平和1-3）
- 手稲平和霊園（平和387）

## 自然
- 琴似発寒川
  - 平和の滝
- 手稲山
- 阿部山
- 百松沢山（北峰）